# ランジャタイ
ランジャタイは、日本のお笑いコンビ。グレープカンパニー所属。M-1グランプリ2021ファイナリスト。

## メンバー
伊藤 幸司（いとう こうじ、1985年〈昭和60年〉11月18日 -（39歳））
ツッコミ担当。
鳥取県岩美郡岩美町出身、國學院大學経済学部中退。身長165 cm、体重66kg。血液型はA型。愛称は伊藤ちゃん。
首元が締まる感覚を嫌い、インナーは必ずVネックにしている。髪型は綾波レイを意識しており、中学時代から20年間自分で切って維持していた。
趣味は海水浴、漫画（特に『グラップラー刃牙』ファン）。特技は水泳、ネズミと喋ること。
高校卒業後、一浪したのち大学入学を機に上京。2年ほどで中退してNSC東京校へ入学。
「こうじと俺とアップルダイアリー」というバンドを組んでの活動も行っていた。
2024年8月11日、未成年の女性と関係を持ったことが発覚したため、活動休止を発表。
2025年4月6日、この日を持って活動再開することを、所属事務所のグレープカンパニーがオフィシャルサイトで発表した。
国崎 和也（くにざき かずや、1987年〈昭和62年〉9月3日 -（37歳））
ボケ・ネタ作り担当。
富山県氷見市出身、富山県立二上工業高等学校（現・富山県立高岡工芸高等学校）卒業。身長169 cm、体重69kg。血液型はA型。愛称は国ちゃん。
漫才衣装はガッチャマンの黄色いジャージ。これはオークションによって手に入れたもの。
趣味はゲーム。漫画は漫☆画太郎のファン。特技は腕相撲、犬との会話、バスケットボール。
危険物取扱者乙種第四類免許を所持。
子供の頃は漫画の影響を頻繁に受けていた。小学校時代は『キャプテン翼』に影響されサッカーをやり、中学時代は『スラムダンク』の影響でバスケットボール部、高校時代は『テニスの王子様』の影響でテニス部と『ヒカルの碁』の影響で囲碁部へ所属していた。
実家はタイルの会社経営。高校卒業後は芸人になることを決め、約2年半のコンビニのアルバイトで貯めた40万円を持って上京後にNSC東京校へ入学した。
ピン芸人としては「ふっとう茶☆そそぐ子ちゃん」の名義で「R-1ぐらんぷり」にも出場。

## 来歴
2人とも少年時代はミーハーでテレビっ子だった。
国崎は幼少期からダウンタウンやとんねるず、ビートたけしなどのテレビスターに惹かれ、中学時代にはテツandトモに憧れた。ランジャタイの芸風は当時観ていた香港映画の『霊幻道士』、『学校へ行こう!』（TBSテレビ、1997年 - 2005年）のコーナー「未成年の主張」や「癒やし系ミュージシャン」のOK伊東の影響が大きい。また芸人を志すきっかけは、中学時代に観覧したサンミュージック主催のお笑いライブで三拍子のネタが爆発的にウケていたのを目撃し、前日で訪れていた東京ディズニーランドを超える楽しさを覚えたことである。
伊藤はダウンタウンに憧れ、またラジオも好きで『ナインティナインのオールナイトニッポン』（ニッポン放送）が芸人を志すきっかけになった。
2006年、2人はNSC東京校（第12期）に入所。入所2日目に伊藤が“鳥取の怪童”を名乗って同期生数十人に「お前、面白いんか～?」などと絡み続けるなか、国崎ただ1人「うん面白いよ～」と答えことをきっかけに2人は親交を深めるようになった。当時の伊藤はかなり尖っており、後に伊藤本人は「この期で売れるのなんか3組までだ、仲良くしてもしょうがない、と思っちゃった」と述懐している。そんな伊藤はネタ見せの授業では参加せずに笑うのを我慢しながら観るだけであった。しかし伊藤は入所からわずか2〜3ヶ月のある日の授業中、和気藹々としている同期らに対して「お前ら、ここは仲良しクラブじゃねぇんだよ!」などと怒号を飛ばしたことで、スタッフから羽交締めにされ、「俺は! 面白いんだぁ!」と叫びながらつまみ出された。その後、校長から呼び出しを受け、NSC退学を言い渡される。それを受けて伊藤は号泣しなかわら「すみません、許してください。もっとお笑いやりたいですぅ...」と懇願したところ、校長からゴミ袋を手渡され、「分かった。お前は心が汚れてるから、この街のゴミを集めてこい」と命令された。土砂降りのなかで国崎と共に、JR西大井駅周辺でゴミ拾いを行った。袋一杯のゴミを集めて校長のもとへ持っていったが、結局、退学が覆ることはなく、そのまま伊藤はNSC中退を余儀なくされた。その後も国崎はNSCに残り、ラッキィ池田のダンス授業に出席していた。しかし半年後、池田と一緒に「チンコダンス」を踊っている自分を鏡に越し見たことで我に返った国崎は、「辞めよう」と決意し、自主退学。退学後、伊藤に「コンビ組もう」と誘われた。
2007年にコンビを結成。コンビ名は、天下人だけが切り取るのを許された香木・蘭奢待が由来で、「天下を獲りたい」という伊藤の願いから来ている。伊藤は当初周りには響きで名付けたと話し、国崎もコンビを組んだ4年後に本当の意味を知らされた。
この頃、同じ年のM-1グランプリに4度もエントリーしたと『白黒アンジャッシュ』（千葉テレビ）へ出演した際に告白している。予選1回戦で敗退したその都度変装し名前も変えてエントリーするも、全て1回戦で敗退した。
2009年当時はSMA HEET Projectに所属しており、そこで“自由”を学ぶ。しかし、ライブで小学生の姉妹コンビに観客投票で大敗を喫すなど不遇が続き退社。以降の5年はフリーの状態が長い間続く。およそ1年間に10数回ほど自分たちの家で自身が客になり、自作自演の『ランジャタイ単独ライブ』を開催していた。ネタを何本か作って映像へ収め、開催日を決めてチラシを作り、客としてアンケートに感想を書くという手の込んだものだった。辛うじて事務所に所属が決まっても事務所主催ライブの手伝いで度々ミスを犯して居られなくなり、太田プロ・ケイダッシュ・浅井企画などを転々としていた。メイプル超合金やマヂカルラブリー、ザ・ギース、マツモトクラブらが出演する地下ライブにも出入りし、モダンタイムスには衝撃を受けた。
2015年、第14回漫才新人大賞にて決勝進出。同年5月のオフィス北野主催ライブ『フライデーナイトライブ』の「チャレンジコーナー」初出演から3回連続で優勝。同年11月13日には同ライブ「所属公開審査会」にて観客の8割以上の承認を得たことで、荒ぶる神々と共にオフィス北野への所属が決まった。
2017年4月19日、ポニーキャニオンからベストネタ収録のDVD「ランジャタイのキャハハのハ!」を発売。
M-1グランプリ2017にて初めて準決勝まで進出、準決勝では30位・敗者復活戦では20位となる。
2018年5月31日付でオフィス北野を退所し、しばらくはフリーとして活動していたが、グレープカンパニーのオーディションに合格し、2019年9月10日に同事務所所属となった。実はグレープカンパニーのオーディションには年齢制限（25歳まで）があり、ランジャタイに参加資格はなかったが、オフィス北野所属時代から長らく地下ライブで共演するなどの付き合いがあったあぁ〜しらきが事務所との仲介役となったことで参加が許された。
M-1グランプリ2020で2度目の準決勝進出を果たし、敗者復活戦で15位となる。
M-1グランプリ2021にて初の決勝進出。「風で飛ばされた猫が耳から頭の中へ入ってくる」というネタを披露し、審査員の富澤たけしから「決勝だぞお前ら!?」と叱られた一方で、立川志らくからは個人最高評点となる「96点」の高評価を受け、評価が真っ二つに分かれた。結果的に10位（最下位）に終わったものの、歴代最下位のなかで最高得点となる「628点」を記録した。
2022年10月5日、 キー局で初となる冠番組「ランジャタイのがんばれ地上波!」がスタートした。
2024年8月11日、伊藤が未成年の女性(当時16歳)と関係を持ったことが発覚したと事務所から報告があり、芸能活動を8ヶ月間休止。なお国崎は、伊藤の活動休止期間中も活動を継続させた。伊藤は活動休止中、国崎のギャラを何割か事務所から支給されていた。
2025年4月6日、この日をもって伊藤が活動再開することを、所属事務所のグレープカンパニーがオフィシャルサイトで発表した。
2025年7月15日、国崎の単独ライブ「そ～なの」、めぐろパーシモンホール 大ホールで開催され、千鳥大悟、ダイアン津田、FUJIWARA藤本などのゲストも参加し、大盛況のうちに幕を閉じた。

## 芸風
主に漫才。イリュージョン漫才とも称され、狂気染みた言動・挙動を繰り出すボケの国崎主導でネタが進められる。伊藤はツッコミというよりは諭すようなリアクションをしていく。
「何だかわからないが…」「インパクトが強烈」「摩訶不思議」「奇想天外」「変幻自在」「全く先が読めない」「発想力で勝負している」とも評される。
ネタ作りの際は国崎が家で動画を撮って様々な動きをしながらボケのみを作り、そこに伊藤がリアクションをつけていく。
『ゴッドタン』（テレビ東京）の「この若手知ってんのか!? 2017」にて事務所・芸人・関係者が選ぶ「天才と一目置かれている芸人」部門で1位に選出され、天才芸人と称される。
マヂカルラブリーは、2017年のインタビューにおいて敗者復活で勝ち上がってきたら脅威を感じるコンビにランジャタイを挙げ、野田クリスタル（マヂカルラブリー）は「ランジャタイのネタは100点か0点なんです。僕らのネタも100点か0点のどっちかと言われているんですが、ランジャタイに比べれば大したことないです」と語っている。
M-1グランプリで高得点を付けた立川志らくは、放送後にランジャタイに関するツイートを連日繰り返していた。自身のYouTubeチャンネルでは「M-1の審査員を4回やらせてもらって、一番心にきたのがランジャタイ」「面白い人にとってはツボにハマりまくるが、分からない人にはポカーンとなる」「何だか分からない世界を漫才という形で具現化したのはランジャタイ」「イリュージョン漫才」「今思い返してみれば、なぜ思い切って100点を付けなかったのか」などと絶賛している。2022年7月2日には、いわき芸術文化交流館で開催された立川志らく独演会にゲスト出演した。

## 出囃子
- 神聖かまってちゃん『ロックンロールは鳴り止まないっ』

## 賞レース成績

### M-1グランプリ
| 年度（回）       | 結果         | No.  | 備考                                 |
| ---------------- | ------------ | ---- | ------------------------------------ |
| 2007年（第7回）  | 1回戦敗退    | 307  |                                      |
| 2008年（第8回）  | 1回戦敗退    |      |                                      |
| 2009年（第9回）  | 1回戦敗退    |      |                                      |
| 2010年（第10回） | 2回戦進出    |      |                                      |
| 2015年（第11回） | 2回戦進出    | 1306 |                                      |
| 2016年（第12回） | 準々決勝進出 | 566  |                                      |
| 2017年（第13回） | 準決勝進出   | 452  | 予選30位、敗者復活戦20位             |
| 2018年（第14回） | 準々決勝進出 | 2910 |                                      |
| 2019年（第15回） | 準々決勝進出 | 526  |                                      |
| 2020年（第16回） | 準決勝進出   | 2766 | 敗者復活戦15位                       |
| 2021年（第17回） | 決勝10位     | 3033 | 決勝キャッチフレーズ「奇天烈の極み」 |
| 2022年（第18回） | 準々決勝進出 | 3793 |                                      |

### R-1ぐらんぷり
国崎のみ出場。伊藤も「コオロギぼうや」名義でエントリー経験はあるが、出場はしていない。
| 年度（回）       | 登録名                    | 結果      |
| ---------------- | ------------------------- | --------- |
| 2018年（第16回） | 沸騰茶そそぐ子ちゃん      | 2回戦進出 |
| 2019年（第17回） | ふっとう茶そそぐ子ちゃん  | 3回戦進出 |
| 2020年（第18回） | ふっとう茶☆そそぐ子ちゃん | 3回戦進出 |

### その他
- 2008年 キングオブコント2008 - 1回戦敗退[60]
- 2010年 キングオブコント2010 - 1回戦敗退[61]
- 2011年 THE MANZAI 2011 - 1回戦敗退[62]
- 2012年 キングオブコント2012 - 1回戦敗退[63]
- 2012年 THE MANZAI 2012 - 1回戦敗退[64]
- 2013年 THE MANZAI 2013 - 1回戦敗退[65]
- 2014年 THE MANZAI 2014 - 1回戦敗退[66]
- 2015年 第14回 漫才新人大賞 - 決勝進出[9]
- 2017年 第38回 ABCお笑いグランプリ - 最終予選進出[67]
- 2021年 猫王 - 決勝進出[68]
- 2023年 THE SECOND 〜漫才トーナメント〜 - ノックアウトステージ16→8進出[69]
- 2024年 THE SECOND 〜漫才トーナメント〜 - ノックアウトステージ32→16敗退

## 出演

### テレビ
現在のレギュラー番組
- ランジャタイによりますと（2025年1月25日 - 、北日本放送） - 冠番組、国崎のみ、毎月第4日曜放送

不定期出演
- 千鳥のクセスゴ!（フジテレビ）
- 千原ジュニアの座王（関西テレビ）
- ダウンタウンのガキの使いやあらへんで!（日本テレビ）
- キョコロヒー（テレビ朝日）
- ぴったり にちようチャップリン（テレビ東京）
- ネタパレ（フジテレビ）
- もう中学生のおグッズ!（テレビ朝日） - 国崎のみ
- サンドウィッチマンのどうぶつ園飼育員さんプレゼン合戦 ZOO-1グランプリ（CBCテレビ・TBSテレビ）
- かがやけ! ミラクルボーイズ（テレビ神奈川）

過去のレギュラー番組
- 芸人動画チューズデー（2021年4月7日〈6日深夜〉 - 7月28日〈27日深夜〉・8月25日〈24日深夜〉・9月22日〈21日深夜〉・29日〈28日深夜〉、テレビ東京）
- リフォーマーズの杖（2021年10月18日 - 2023年2月27日、NHK Eテレ） - 国崎のみ、リフォーマーズ（だらしない芸人群） 本人役
- ランジャタイのがんばれ地上波!（2022年10月5日〈4日深夜〉 - 2024年3月27日、テレビ朝日） - 在京キー局初冠レギュラー番組
- ワンエフ（2022年10月7日 - 2024年8月2日、北日本放送） - 「ランジャタイによると」冠コーナーレギュラー

特別番組（MCまたはメインキャスト）
- ランジャタイチャレンジ（ABCテレビ、2021年2月5日〈4日深夜〉 - 26日〈25日深夜〉、ABCテレビ） - ファストライク!枠
- ランジャタイMUSIC（2021年11月14日〈13日深夜〉、メ～テレ）
- サンバリュ「前人未笑」（2022年5月1日、日本テレビ） - 国崎のみ、メインキャスト
- ランジャタイのどっち食べタイ?（2022年9月23日〈22日深夜〉、福島放送）
- オズモグランキング（2022年10月18日〈17日深夜〉・2023年1月24日〈23日深夜〉、テレビ朝日）
- 芝と国崎とみんなでつくったテレビ（2023年4月17日〈16日深夜〉、日本テレビ） - 国崎のみ
- ランジャタイの福島もっと知りタイ!（2023年6月26日・27日、福島放送）
- ランジャタイのもういい加減ちゃんとやるTV（2023年6月30日、TBSチャンネル1）
- ランジャタイpresentsブチギレ-1GP（2023年12月26日、テレビ朝日）
- カンペ劇場『完ペキな未来へ』（2024年8月6日 - 8月27日、テレビ朝日）- 国崎のみ

### ラジオ
現在のレギュラー番組
- ふわっち presents らじおっつ（2021年4月5日 - 、TBSラジオ） - グレープカンパニー所属芸人で週替わり交代
- ランジャタイの伝説のひとりぼっち集団（オールナイトニッポンPODCAST）（2024年4月2日 - 8月6日、2025年5月13日 - 、ニッポン放送）冠番組 
- ランジャタイによりますと（2025年1月12日 - 、KNBラジオ） - 冠番組 、国崎のみ

過去のレギュラー番組
- ランジャタイのサンバイザー（2020年5月26日 - 2021年9月28日、GERA放送局）
- ランジャタイのオールナイトニッポンPODCAST（2021年11月6日 - 27日、ニッポン放送） - 2021年11月度パーソナリティ
- ランジャタイ国崎の伝説のひとりぼっち集団（2024年9月3日 - 2025年5月6日 、ニッポン放送 PODCAST STATION） - 冠番組、国崎のみ

特別番組
- ランジャタイのオールナイトニッポンR（2017年4月23日〈22日深夜〉、ニッポン放送）
- ランジャタイのオールナイトニッポン0(ZERO)（2022年2月13日〈12日深夜〉・2024年7月17日〈16日深夜〉、ニッポン放送）
- ランジャタイのオールナイトニッポンX（2022年8月12日〈11日深夜〉・2023年9月15日〈14日深夜〉、ニッポン放送）
- 芝と国崎とみんなでつくるラジオ（2023年4月11日・18日、ラジオ日本） - 国崎のみ

その他の出演
- ナインティナインのオールナイトニッポン（2022年12月22日、2023年12月14、ニッポン放送）
- 爆笑問題カーボーイ（2023年6月6、TBSラジオ）
- 川島明 そもそもの話（2023年11月4日、TOKYO FM）- 国崎のみ
- 川島明のねごと（2023年11月26日、TBSラジオ）
- ザ・ラジオショー（2024年3月27日 、ニッポン放送）
- ますだおかだ岡田圭右とアンタッチャブル柴田英嗣のおかしば（2024年4月7日 、文化放送）

### テレビドラマ
- 怖い絵本 season3 「ざしきわらし」（2021年8月18日、NHK Eテレ） - 伊藤のみ[93]
- 再雇用警察官4（2022年7月4日、テレビ東京） - 検視官 役（国崎）・鑑識官 役（伊藤）[94][95]
- お笑いインスパイアドラマ ラフな生活のススメ(9)（2023年9月12日、NHK総合）[96]

### Web番組
現在のレギュラー番組
- 有田ジェネレーション（2020年3月17日〈16日深夜〉 - 、TBSテレビ → Paravi） - 不定期出演 → レギュラー

不定期出演
- チャンスの時間（ABEMA）

過去のレギュラー番組
- 笑ってOK!（2016年9月24日 - 12月23日・2017年8月4日 - 10月27日、Chuun）
- ライブdeフォーチュン（2018年4月30日 - 6月25日、AGARUTV） - 月曜MC
- ランジャタイもういっちょ（2021年3月19日 - 2022年1月7日、YouTube「もういっちょTV」（テレビ朝日運営））
- PopteenTV（2021年9月27日 - 11月1日、YouTube） - 月曜MC

特別番組（MCまたはメインキャスト）
- ランジャタイMUSIC（2021年10月3日 - 6日、メ～テレ公式YouTube）

- HITOSHI MATSUMOTO presents ドキュメンタル（2023年、Amazonプライム・ビデオ） - シーズン13出演
- ウソカマジカ（2024年、Lemino） - 国崎のみ、プレイヤー
- 会うもの全てを笑わせる！Everytime芸人（2024年、DMM TV） - 国崎のみ、チャレンジャー

### ライブ
- ランジャタイのやるなら今しかねえ
- モグライダー芝とランジャタイ国崎のオールナイトネイキッド
- しゃべり戦
- かわちゃんこうちゃんごきげんトーク
- こうちゃんライブ
- 風車
- 天狗の鼻ボキライブ
- ランジャタイ単独LIVE 豚糞（ぶたくそ）
- マツクランジャタイ
- ランジャタイのともだちんライブ

### CM
- クーナッツ「クーナッツ漫才大賞 supported by 食玩ジャパン」ランジャタイ編（2020年、バンダイ×BEAMS JAPAN）[102]
- フジテレビ「フジテレビの日曜の夜が変わります」（2022年4月4日 - 16日）[103]
- ドラゴンスマッシュ「追い風半チャーハン」編（2022年10月1日 - ）[104]

### Web連載
- QJWeb『ランジャタイ国崎のっ!!「キャハハのハッ☆」』（2021年5月20日 - 2023年2月14日） - 国崎（名義は「ふっとう茶☆そそぐ子ちゃん」）によるコラム - 連載終了[105]
- PROJECT2 - 伊藤によるコラム - 連載終了[106]

### 雑誌
- EX大衆（2019年12月号・2022年3月号、双葉社）
- steady.（2021年8月号・2022年3月号・7月号、宝島社）
- OWARAI AND READ 002（2021年10月、アクセル・コミュニケーションズ）
- 芸人雑誌 volume5（2021年12月、太田出版）
- 週刊プレイボーイ13号（2022年3月、集英社） - 伊藤のみ
- 日経エンタテインメント!（2022年4月号・2023年1月号、日経BP社）
- anan（2022年6月22日号、マガジンハウス）
- GINZA（2022年8月号・2023年5月号、マガジンハウス）
- SPA!（2022年8月16日・23日合併号、扶桑社）
- OWARAI Bros. Vol.4（2022年8月、東京ニュース通信社）
- テレビライフ21号（2022年10月、ワン・パブリッシング）
- お笑い2022 vol.6 WINTER（2022年11月、竹書房） - 表紙＆巻頭
- OWARAI Bros. Vol.5（2022年12月、東京ニュース通信社）
- LAUGH PERSONS（2022年12月、東京ニュース通信社）
- CONTINUE Vol.82（2023年5月、太田出版）
- TVガイドPERSON vol.130（2023年6月、東京ニュース通信社）
- EYESCREAM（2023年7月号、スペースシャワーネットワーク） - 表紙
- mina（夕星社（主婦の友社））- 2023年8月・9月合併号
- 文學界（2023年12月号、文藝春秋） - 国崎のエセー「いか納豆」掲載
- with（2023年12月号、講談社） - 国崎が「with Journal」に寄稿
- OWARAI AND READ 006（2023年11月、シンコーミュージック） - 表紙

### 書籍
- へんなの（2023年2月17日、太田出版） - 国崎（名義は「国崎☆和也」）によるエッセイ集[107]
- 激ヤバ（2023年5月12日、KADOKAWA） - 伊藤によるエッセイ集[108]

### ミュージックビデオ
- め組「咲きたい」- 2023年9月27日。伊勢丹新宿店 新宿出店90周年「新宿90スナップ」コラボソング。
- め組「さたやみ」- 2024年2月1日。国崎の著書、「へんなの」に着想を経てボーカルギターの菅原が作詞作曲。